# Umarga
Umarga är en ort i Indien.   Den ligger i distriktet Osmanabad och delstaten Maharashtra, i den centrala delen av landet, 1 200 km söder om huvudstaden New Delhi. Umarga ligger 580 meter över havet och antalet invånare är 32 181.
Terrängen runt Umarga är platt. Runt Umarga är det ganska tätbefolkat, med 207 invånare per kvadratkilometer. Umarga är det största samhället i trakten. Trakten runt Umarga består till största delen av jordbruksmark.